# 183rd Wing
Il 183rd Wing è uno Stormo di operazioni aeree della Illinois Air National Guard. Riporta direttamente all'Air Combat Command quando attivato per il servizio federale. 
Il suo quartier generale è situato presso la Capital Airport Air National Guard Station, Illinois.

## Organizzazione
Attualmente, al settembre 2017, esso controlla:
- 183rd Air Operations Group, l'unità è affiancata al 612th Air Operations Center, Twelfth Air Force (AFSOUTH), Air Combat Command
  - 183rd Air Component Operations Squadron
  - 183rd Air Mobility Operations Squadron
  - 183rd Combat Operations Squadron
- 183rd Mission Support Group
  - 183rd Security Forces Squadron
- 183rd Medical Group
- 217th Engineer Installation Squadron